# Mordóviai Nemzeti Színház
A Mordóviai Nemzeti Színház,  teljes nevén: Mordóviai Állami Nemzeti Drámai Színház (orosz nyelven: Мордовский государственный национальный драматический театр), színház Oroszországban, a mordvinföldi főváros,  Szaranszk öt színházának egyike. 2019-ben ünnepelte fennállásának 85. évfordulóját.

## Ismertetése
A színház a város központjában áll, jelenlegi épülete 2007-ben épült. 313 férőhelyes színháztermén kívül egy kisebb színpaddal ellátott próbaterme is van. Repertoárjában többnyire erza-moksa szerzők művei, valamint orosz és külföldi szerzők nemzeti nyelvre fordított darabjai szerepelnek. Az erza, moksa nyelvű előadásokat szinkrontolmácsolással fordítják oroszra.
A színház igazgatója 2014 óta Szvetlana Ivanovna Dorogajkina.

## Története
A színház megalapítását egy 1932. augusztus 25-i rendelet írta elő, de története valójában 1934-ben, az érdemi színházi munka megindulásával kezdődött. A társulat helyi tehetséges fiatalokból és a szomszédos régiók erza-moksa nyelvű színészeiből állt össze. Az első előadáson, 1935-ben Alekszandr Osztrovszkij A vihar című drámáját mutatták be erza nyelven.
Egy másik változat szerint azonban a színházat csak egy 1989. július 31-i rendelettel alapították meg, másnap már el is kezdődött a színházi szezon, és 1932 (vagy 1930) a szaranszki orosz drámai színház alapításának éve. Más vélemény szerint a nemzeti és az orosz színházat egyidőben, 1932-ben alapították.
A színház – saját ismertetője szerint – kezdetben erza, illetve moksa nyelvre fordított orosz, szovjet szerzők műveit játszotta. 1939-ben mutattak be először mordvin szerzőtől eredeti színdarabot (P. Kirillov: Litova). A világháborús 1940-es évektől szinte kizárólag orosz nyelvű előadásai voltak, a színpadot a háborús tematika és propaganda uralta. A nemzeti nyelvű repertoár csak nagyon lassan formálódott, gyakran nem volt elég moksa-erza anyanyelvű színész. A mordvin szerzők művei is orosz nyelven készültek.
1989-ben, a nemzeti színház ún. „második születése” következett be, amikor a moszkvai színiiskola végzőseinek egy csoportja visszatért Szaranszkba. A színház számára egy régi épületet jelöltek ki, 35 férőhelyes előadóterme egy alagsorban volt, és csak meghívott rendezőkkel dolgozott. Ebben az időszakban már számos nemzeti nyelvű eredeti darabot tűztek műsorra, és moksa-erza nyelvre fordított klasszikus drámákat is bemutattak.
2007-re felépült és július 21-én, a Finnugor Kulturális Fesztivál keretében nyitotta meg kapuit a színház új épülete. Ugyanazon a helyen áll, ahol a színház korábban is játszott. A régi kétszintes, 1911-ben épült házban működött egykor a város első mozija.